# آک‌تاشوو (شهرستان خایبولینسکی، باشقیرستان)
آک‌تاشوو (انگلیسی: Aktashevo, Khaybullinsky District, Republic of Bashkortostan) یک شهرک در شهرستان خایبولینسکی استان باشقیرستان کشور روسیه است.